# Джеси Джеймс
Джеси Удсън Джеймс  (на английски: Jesse Woodson James) е престъпник от Дивия запад от щата Мисури и най-известният член на бандата Джеймс-Йънгър.
Известен още приживе, той става легендарна фигура в американския див запад след смъртта си. Някои съвременни учени го свързват с регионалните въстания на бившите конфедерати последвали Американската Гражданска война по-скоро като проява на погранично беззаконие или икономическо правосъдие.
Братята Джеймс, Франк и Джеси, воювали за Конфедерацията по време на Гражданската война. Обвинявани са, че през войната са участвали в жестокости извършвани срещу Съюзнически войници. След войната, като членове на една или друга банда, те обирали банки и убивали банкови чиновници или свидетели. Също така устройвали засади на дилижанси и влакове.
Въпреки това Джеси Джеймс бил често описван, дори преди смъртта си, като някакъв Робин Худ, който краде от богатите и дава на бедните, но това не било вярно. Неговите обири обогатявали само него и неговата банда.

## Ранни години
Джеси Удсън Джеймс е роден в Клей Каунти, Мисури, място близо до днешния Киърни, на 5 септември 1847. Джеси Джеймс имал по-голям брат Александър Франклин-Франк и по-малка сестра – Сюзън Левиния Джеймс. Неговият баща, Робърт С. Джеймс, бил фермер отглеждащ коноп за търговия и баптистки свещеник в Кентъки. Той се преместил в Мисури след брака си и помогнал в учредяването на William Jewell College в Либърти, Мисури.
Той преуспял, придобил 6 роби и над 100 акра (0.4 кв. км) обработваема земя. Робърт Джеймс заминава за Калифорния по време на Златната треска, като пастор на златотърсачите и умира там, когато Джеси бил тригодишен.След смъртта му, неговата вдовица Зирилда се омъжва два пъти, първия път за Бенджамин Симс и през 1855 за Рубен Самуел, доктор Самуел се мести в къщата на Джеймс.
Майката на Джеси ражда от Рубен Самуел още четири деца: Сара Луиса, Джон Томас, Фани Куантрел и Арчи-Пейтън Самюел.
Зелда и Рубен Самуел придобиват общо седем роби, които служат главно като земеделски работници в тютюнопроизводството.
Наближаването на Гражданската Война хвърлила сянка върху семейство Джеймс-Самюел. Мисури бил граничен щат съвместяващ характеристиките както на Севера, така и на Юга, но 75% от неговото население било от Юга или от други погранични щати. Клей Каунти бил в региона на Мисури, който по-късно е наречен Малкият юг, заради съсредоточената миграция в него. Фермерите отглеждали посеви и добитък, каквито са отглеждали там откъдето са дошли. Те водели роби с тях и купували още съобразно нуждите си. Страната имала повече робовладелци, които държали повече роби отколкото всеки друг регион. Като изключим робството, културата на Малкия юг била южняшка и в други направления. Това влияние действало както преди така и след Гражданската война. В Мисури като цяло робите наброявали около 10% от населението, но в Клей Каунти те съставяли 25 %.
След приемането на акта „Канзас—Небраска“ през 1854, Клей Каунти става сцена на голямо вълнение, като въпроса дали робството би могло да бъде разширено до съседската територия Канзас, където започнало да доминира в публичния живот. Множество хора от Мисури мигрират в Канзас, опитвайки се да повлияят на това бъдеще. Голямото напрежение намалило усилията на Гражданската война да се съсредоточи върху яростта, която избухнала в Канзас между про- и антиробско настроените войски.

## Гражданската война
Гражданската война разцепва обществото в Мисури и оформя живота на Джеси Джеймс. След серия от кампании и битки между условни армии през 1861, бунтовническите войски заграбват щата. Острия конфликт, който настъпва, довежда до ескалация и зверства от двете страни. Бунтовниците убиват цивилни от Съюза, екзекутират затворници и скалпират мъртвите. Съюзническите войски прилагат военния закон с нахълтване в домовете, арести на граждани, безцеремонни екзекуции и изгонване от щата на симпатизантите на Конфедерацията.
Семейство Джеймс-Самюел взима страната на Конфедерацията в началото на войната. Франк Джеймс се присъединява към местна група набирана от отцепническата армия на Дрю Лобс, и се бие в битката при Уилсън Крийк, през която се разболява и се връща вкъщи скоро след това. През 1863 той бил идентифициран като член на бунтовнически взвод, който оперирал в Клей Каунти. През Май същата година, Обедините милиции, нахлуват във фермата на Джеймс-Самуел търсейки групата на Франк. Те изтезават Рубен Самуел като го провисват от дърво. Според легендата, те били с камшик младия Джеси. Франк бяга от плен и хората вярват, че се присъединява към бунтовническата органицаия на Уилям Куантрил. Смята се, че неговата част взима участие в известното масово клане на около 200 мъже и момчета в Лорънс, Канзас.
Франк Джеймс следва Куантрил до Тексас през зимата на 1863 – 64 и се връща през пролетта с неговата част, командвана от Флеч Тейлър. Когато те се върнали в Клей Каунти, 16-годишния Джеси Джеймс се присъединява към брат в групата на Тейлър. През лятото на 1864, Тейлър бил лошо ранен, изгубвайки дясната си ръка, при изстрел от пушка. Братята Джеймс се присъединяват към партизанската група водена от Кървавия Бил Андерсън. Джеси страна от сериозна рана в гърдите същото лято. Шерифът на Клей Каунти издава, че двамата Джеймс, Франк и Джеси взимат участие в Голямото клане през септември, в което бунтовниците убиват и раняват около 22 невъоръжени съюзнически взвода; партизаните скалпират и осакатяват някои от мъртъвците. Бунтовниците нападат в засада и разбиват Major A.V.E. Johnson обединени полкове, убивайки всеки, който се опита да се предаде (над 100). Франк по-късно идентифицира Джеси като член на банда, която има съдбоносния Major Johnson. В резултат от действията на братята Джеймс, оторизираните войски на Съюза изгонват семейството им от Клей Каунти. Макар че им е предложено да се преместят на Юг зад линията на Съюза, те се местят близо до границата на щата Небраска.
Андерсън бил убит от засада през октомври и братята Джеймс тръгнали в различни посоки. Франк последвал Куантрил до Кентъки; Джеси отишъл в Тексас под командването на Арчи Клемент, един от лейтенантите на Андерсън, и доколкото се знае, се върнал в Мисури през пролетта. Противно на легендата, Джеси не бил прострелян, докато се опитвал да се предаде; по-скоро той и Клемент все още се опитвали да вземат решение каква посока да следват след като Конфедерацията капитулирала, когато те бягали към съюзнически кавалерийски патрул близо до Лексингтън, Мисури, Джеси Джеймс получил две животозастрашаващи рани в гърдите.

## След войната
В края на Гражданската война в Мисури било пълна бъркотия. Конфликтът бил между разделеното на три население: анти-робско настроени поддръжници на Съюза, идентифициращи се като Републиканска част в САЩ, segregationist conservative Unionists, идентифициращи се като Демократична част в САЩ и про-робско настроените бивши Конфедерати, много от които са били също съдружници с Демократите, особено с югозападната част на партията. Републиканската Реконструкторска администрация налага на новия щат конституцията за освобождаването на робите в Мисури. Това временно изключва бившите Конфедерати от гласуване, съдебна система, подобаваща полицейска система или проповядващи свещеници. Атмосферата била нажежена, с широко разпространени сблъсъци между въоръжени банди от ветерани от двете севера и юга.